# Pediasia lucrecia
Pediasia lucrecia là một loài bướm đêm trong họ Crambidae.